# Erlands Point-Kitsap Lake
Erlands Point-Kitsap Lake és una concentració de població designada pel cens dels Estats Units a l'estat de Washington. Segons el cens del 2000 tenia 2.723 habitants.

## Demografia
Segons el cens del 2000, Erlands Point-Kitsap Lake tenia 2.723 habitants, 1.141 habitatges, i 765 famílies. La densitat de població era de 590,6 habitants per km².
Dels 1.141 habitatges en un 29,1% hi vivien nens de menys de 18 anys, en un 51,1% hi vivien parelles casades, en un 9,9% dones solteres, i en un 32,9% no eren unitats familiars. En el 25,2% dels habitatges hi vivien persones soles el 8,9% de les quals corresponia a persones de 65 anys o més que vivien soles. El nombre mitjà de persones vivint en cada habitatge era de 2,39 i el nombre mitjà de persones que vivien en cada família era de 2,82.
Per edats la població es repartia de la següent manera: un 23,1% tenia menys de 18 anys, un 7,9% entre 18 i 24, un 30,6% entre 25 i 44, un 24% de 45 a 60 i un 14,4% 65 anys o més.
L'edat mediana era de 39 anys. Per cada 100 dones de 18 o més anys hi havia 106,2 homes.
La renda mediana per habitatge era de 45.947 $ i la renda mediana per família de 54.423 $. Els homes tenien una renda mediana de 40.129 $ mentre que les dones 29.773 $. La renda per capita de la població era de 25.377 $. Aproximadament el 5,2% de les famílies i el 5,7% de la població estaven per davall del llindar de pobresa.

## Poblacions més properes
El següent diagrama mostra les poblacions més properes.